# Winchester modèle 1892

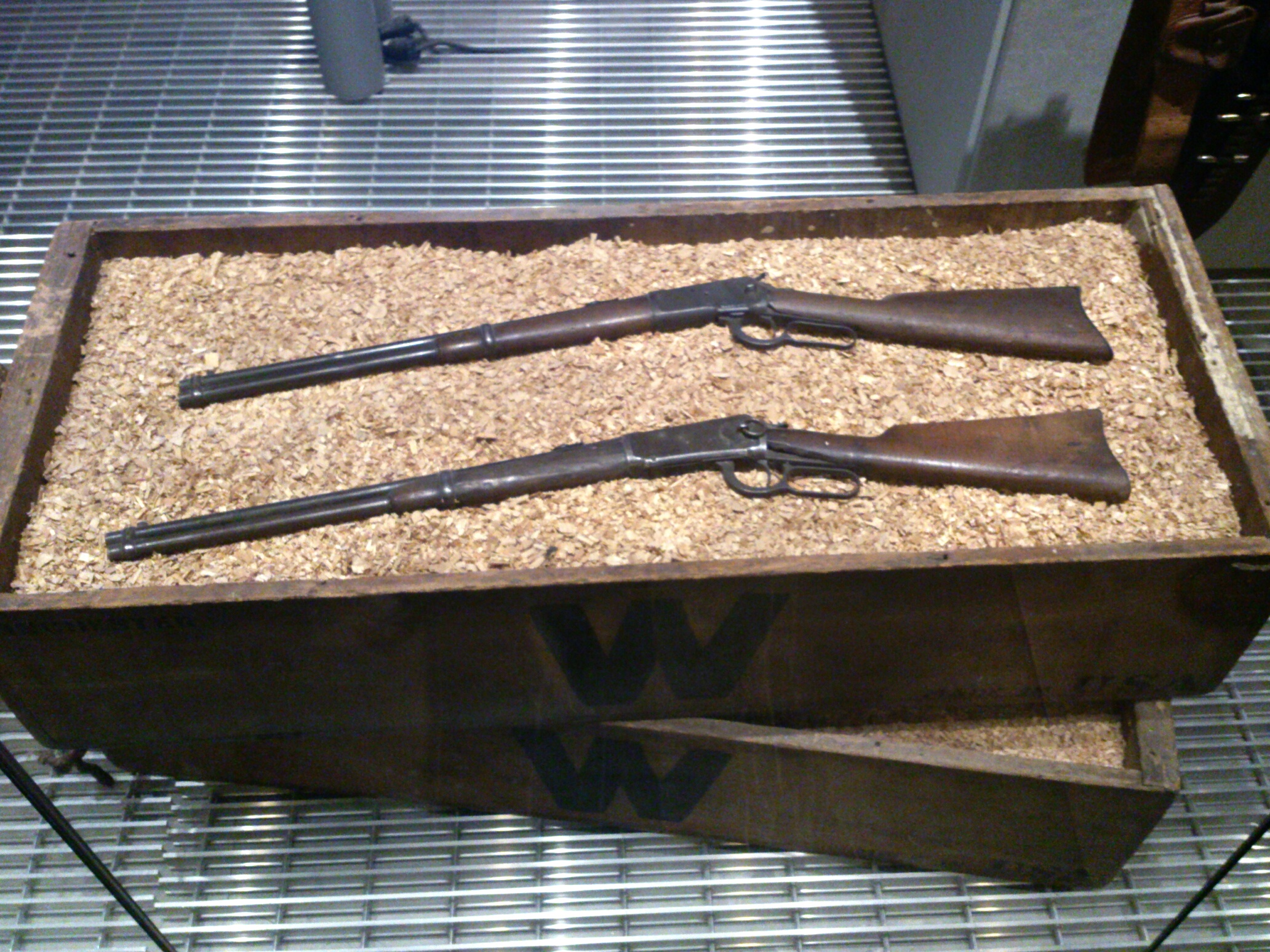
Une caisse en bois contenant des carabines Winchester M92 destinées à la Révolution mexicaine.

La Winchester 1892 est une carabine de chasse conçue par John Browning et fabriquée par la Winchester Repeating Arms Company de 1892 à 1932, devant remplacer la Winchester 1873 qu'elle côtoya jusqu'en 1925.

## Historique

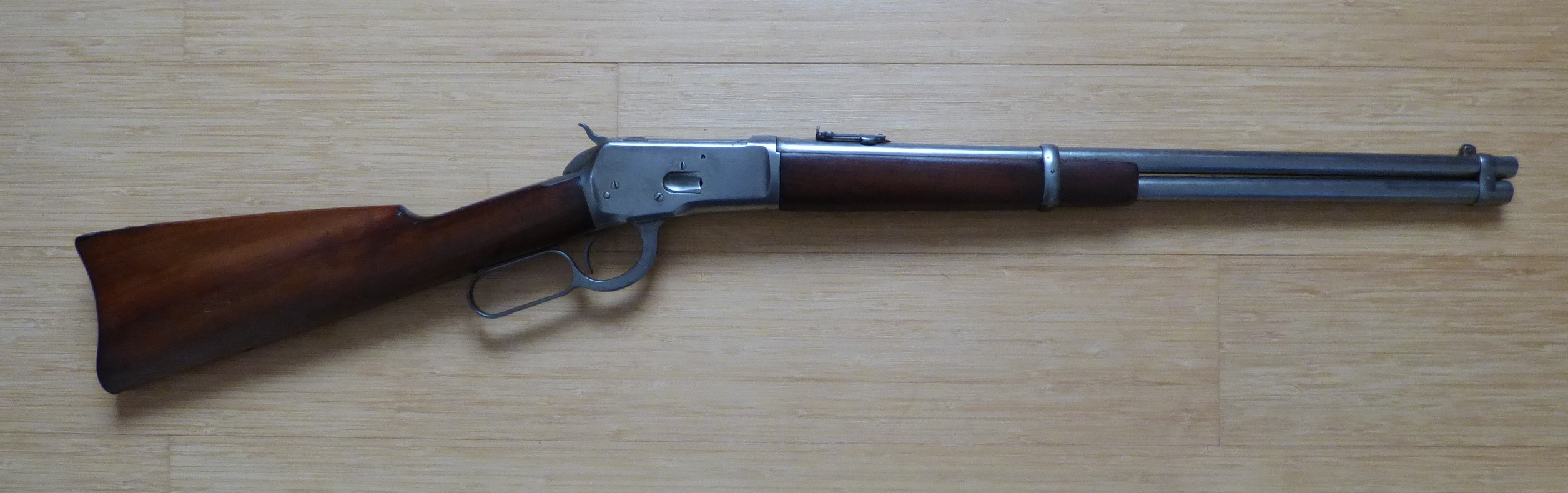
Winchester 1892 en version Mousqueton.

Depuis la commercialisation du modèle 1886 ; la Winchester Repeating Arms C° proposait une arme solide, légère et économique. La Direction pouvait s'attendre à une chute des ventes des anciens modèles. Or il n'en fut rien, au contraire les ventes du modèle 1873 allèrent croissantes.
Ce succès était dû majoritairement au fait que certains revolvers utilisaient la même cartouche que le modèle 1873. Quand en 1878 Colt avait proposé une version civile de son Single Action Army 1873 en calibre 44-40 WCF (le Colt Frontier six shooter), les ventes de ce pistolet et de la carabine Winchester 73 avaient bondi. Une seule cartouche pour deux armes facilitait l'approvisionnement des trappeurs, des cow boys et des explorateurs.
La Winchester Repeating Arms C° décida donc de faire une sorte de frère junior à son modèle 1873 en reprenant le mécanisme de la Winchester 1886 . Ainsi naquit la Winchester 1892.

## Caractéristiques et mécanisme
Cette carabine à levier de sous-garde est construite en bois et en acier. L’éjection des douilles se fait par le haut de l’arme. La plupart des modèles 1892 ont reçu un canon rond. Les organes de visée sont simples : hausse à crémaillère et guidon à lame. Certains modèles peuvent recevoir une lunette de visée. La plupart sont en acier bleui.
Le mécanisme des Winchester 1886 et 1892 a été inventé par John Moses Browning. Il s'inspire du système des fusils Sharps à bloc tombant. Sauf que dans les Winchester ce n'est pas la culasse qui s'abaisse sous l'effet du levier de sous garde mais seulement deux verrous verticaux. Ces deux verrous coulissent dans deux rainures des parois internes de la boite de culasse. En position haute ils bloquent la culasse grâce à deux évidements latéraux de la culasse dans lesquels ils s'encastrent. La culasse recule horizontalement quand les deux verrous sont escamotés vers le bas. Ce mouvement éjecte la douille de la cartouche tirée et arme le chien. Les photos ci-dessous permettent de comprendre le fonctionnement de la Winchester 1892.
Ce robuste mécanisme remplace le trop fragile système de verrouillage pliant  dit « à genouillère » des précédents modèles (voir l'éclaté du modèle 1873). Ce système à genouillère était hérité des pistolets Volcanic. Le mécanisme mis au point par John Moses Browning est en outre plus simple et moins onéreux à fabriquer. Il rend inutile le couvre-culasse protégeant la chambre d'éjection que le tireur devait refermer à la main après chaque utilisation de l'arme. Enfin le système d'alimentation est simplifié. Au lieu d'un «monte charge » transférant les cartouches du magasin à la chambre du canon, un simple doigt élévateur fait la même fonction sur la Winchester 1892. Ce dispositif était l'invention de l'ingénieur James Mason.

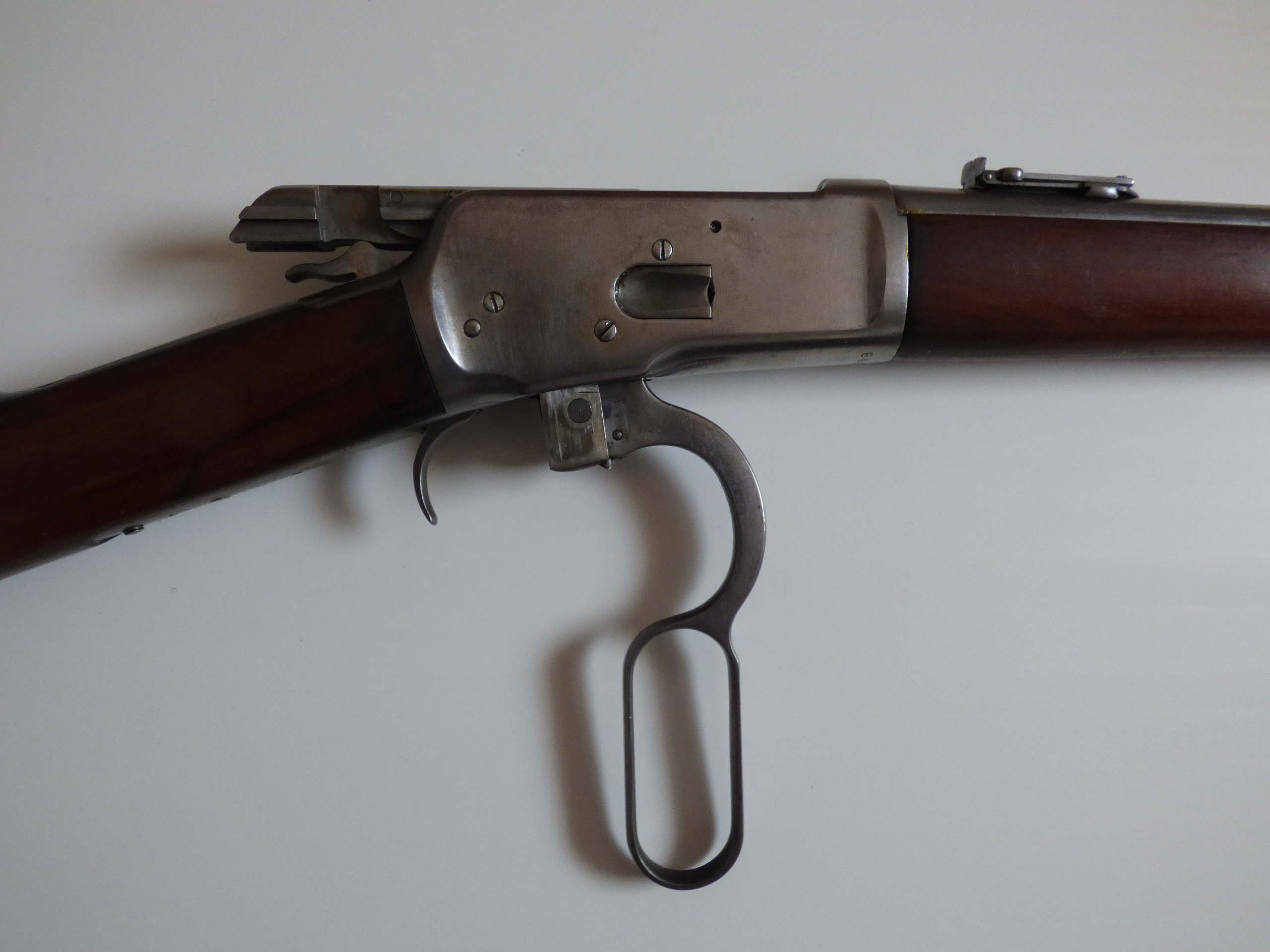
Winchester 1892 culasse ouverte. On distingue les verrous verticaux.
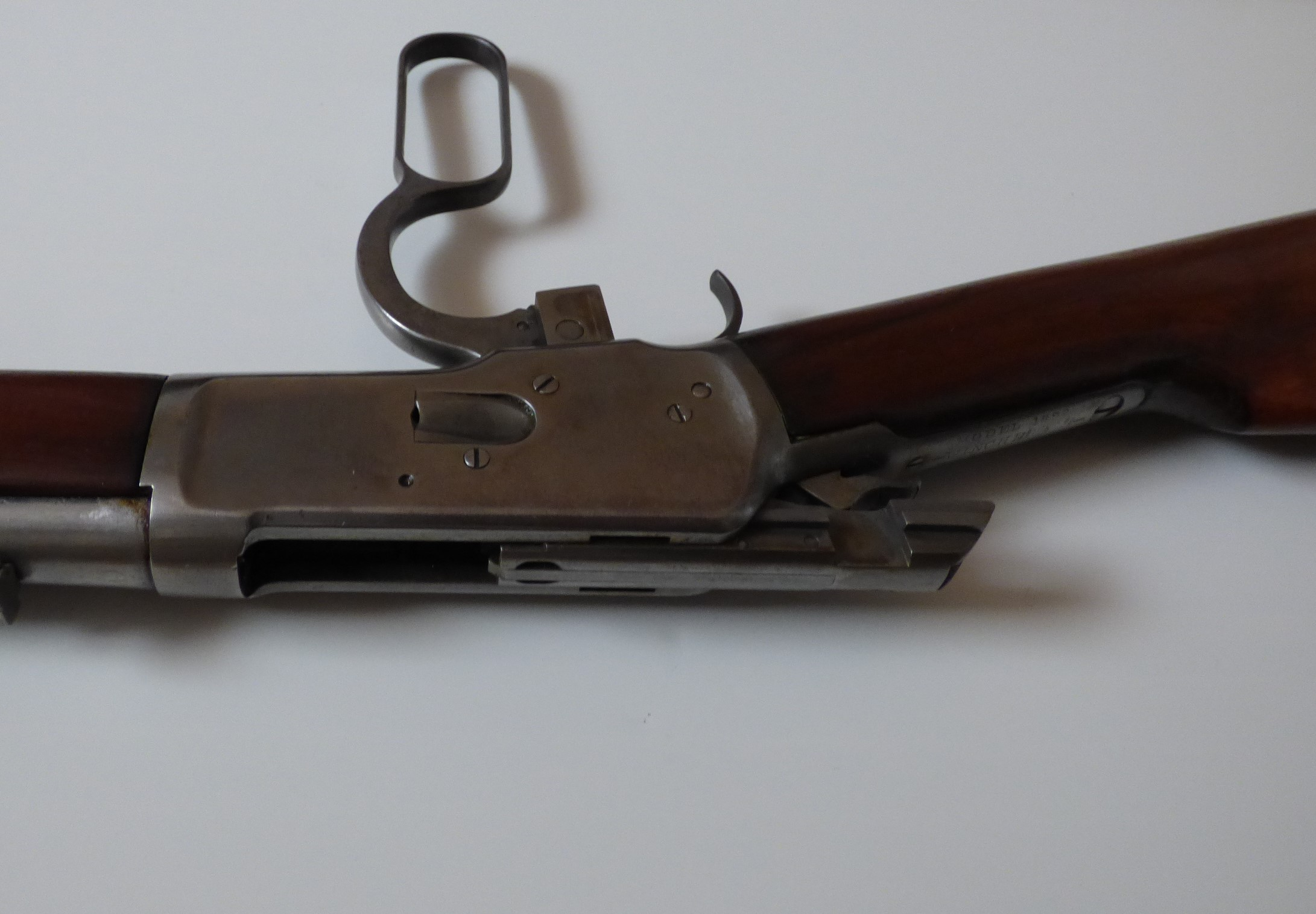
Winchester 1892 culasse ouverte vue de dessus. On distingue les éléments du système de verrouillage.

## Données numériques
Production Winchester :
- Munitions : .44-40 WCF (majorité des armes vendues), .38-40 WCF, .32-20 WCF, 25/20 WCF et 218 Bee (quelques rares exemplaires produits en 1936-1938).
- Canon : 20 pouces/51 cm, capacité (du magasin) : 11 coups (Carabine) ; 24 pouces/ 61 cm, capacité 15 coups (fusil) ; 76,2 cm, capacité 17 coups (musket : fusil d'infanterie)
- Longueur : 100 cm (carabine), 110 cm (fusil) ou 125 cm (fusil d'infanterie)
- Poids de l'arme vide : 2,52 kg (carabine), 3,85/4 kg (fusil) ou 4,10 kg (fusil d'infanterie)

## Diffusion, répliques et variantes

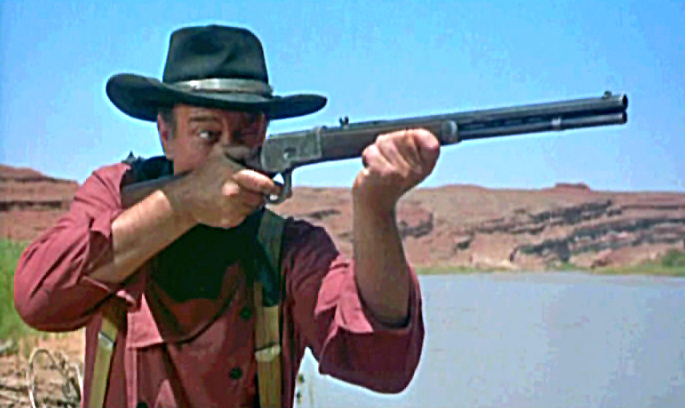
L'acteur John Wayne visant avec sa Winchester modèle 1892 dans le film La Prisonnière du désert (1956).

Produite à 1 007 608 exemplaires, cette arme de chasse américaine, pratique et maniable, convainquit de nombreux cow-boys, gauchos et autres vaqueros.
Si la Winchester 1873 a pu être surnommée l'arme qui conquit l'ouest américain, la Winchester 1892 peut se targuer d'être celle qui a conquis le Pôle Nord. Au cours de septième tentative Robert Edwin Peary atteignit le 8 avril 1909 le Pôle Nord. À son retour, les responsables de la Winchester Repeating Arms C° publièrent un article publicitaire ainsi intitulé : « La carabine qui permit à Peary de conquérir le Pôle », dans lequel l'explorateur déclarait : « Personnellement j'amène toujours avec moi une carabine Winchester. Lors de la dernière expédition, j'emportais une carabine Winchester en calibre 44 et des cartouches Winchester qui m'ont suivi jusqu'au Pôle Nord... ».
Par la suite la Winchester 1892 fut popularisée par Hollywood et John Wayne. Les raisons sont qu'elle ressemblait aux modèles plus anciens (mle 1873), qu'elle était disponible sur le marché à faible coût, et que son calibre 44-40 à blanc était le même que celui des révolvers 1873 single action également utilisés dans la plupart des films. On peut donc la voir dans la plupart des westerns américains des années 50 et 60, dont la série Au nom de la loi en version Mare's Leg.
La version carabine a été utilisée par de nombreuses polices municipales des États-Unis (dont le Santa Fé Police Departement) et bureaux de Shérifs américains. Également, la Guardia Civil en Espagne en utilisa sous la forme d'une copie : la carabine Tigre ; celle-ci connaissant un emploi dans la guerre civile espagnole. De même, la carabine Rossi Puma arma de nombreux policiers brésiliens.
Devant le succès des westerns, des fabricants italiens produisent des reproductions de la Winchester 1892. De plus, il existe des répliques officielles connues comme les « Browning B92 » et « Winchester 92 ». La marque Rossi commercialise la Rossi Puma en différents calibres pour arme de poing.